# اوویلیو
اوویلیو (به ایتالیایی: Oviglio) یک کومونه در ایتالیا است که در استان آلساندریا واقع شده‌است. اوویلیو ۲۷٫۳ کیلومتر مربع مساحت و ۱٬۲۴۸ نفر جمعیت دارد و ۱۰۷ متر بالاتر از سطح دریا واقع شده‌است.